# Jeremiah Smith
Jeremiah Smith, född 29 november 1759 i Peterborough i Provinsen New Hampshire, död 21 september 1842 i Dover i New Hampshire, var en amerikansk jurist och politiker (federalist). Han var ledamot av USA:s representanthus 1791–1797 och New Hampshires guvernör 1809–1810. Han var bror till Samuel Smith som var ledamot av USA:s representanthus 1813–1815.
Smith efterträdde 1809 John Langdon som guvernör och efterträddes 1810 av företrädaren Langdon.